# Gråstrimmig vråk
Gråstrimmig vråk (Buteo nitidus) är en fågel i familjen hökar inom ordningen hökfåglar.

## Utbredning och systematik
Gråstrimmig vråk delas upp i tre underarter:
- Buteo nitidus blakei – sydvästra Costa Rica till norra Colombia och västra Ecuador
- Buteo nitidus nitidus – östra Colombia och Ecuador till Guyana och amazonska Brasilien
- Buteo nitidus pallidus – sydcentrala Brasilien till östra Bolivia, Paraguay och norra Argentina

Tidigare ansågs även gråvråk (Buteo plagiatus) utgöra en underart, men urskiljs nu som egen art.

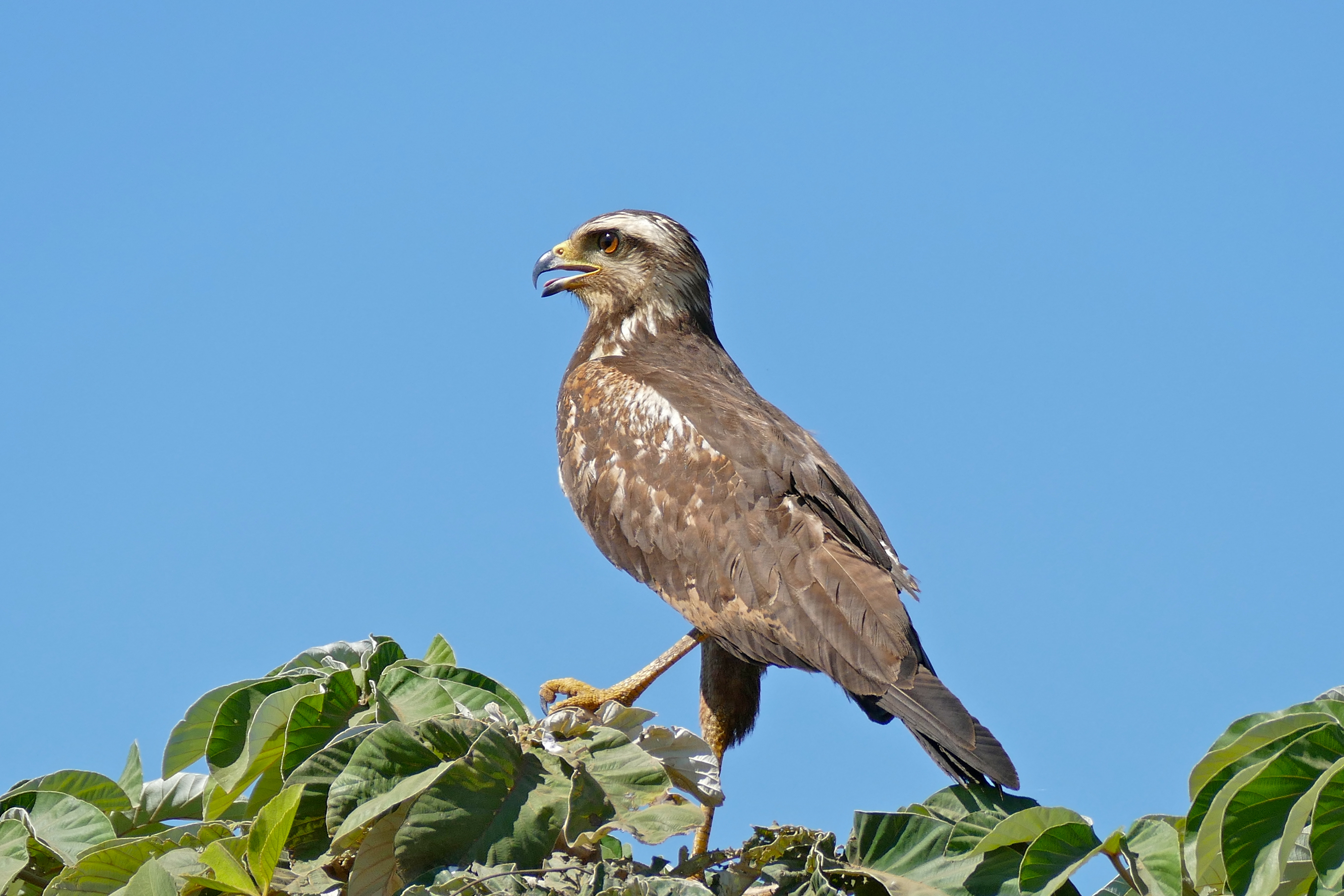
Ungfågel.

## Status och hot
Arten har ett stort utbredningsområde och en stor population med stabil populationsutveckling. IUCN kategoriserar därför arten som livskraftig (LC). Det globala beståndet uppskattas till i storleksordningen en halv till fem miljoner vuxna individer.